# Procleomenes aenescens
Procleomenes aenescens là một loài bọ cánh cứng trong họ Cerambycidae.